# Mistrzostwa Ukrainy w hokeju na lodzie
Mistrzostwa Ukrainy w hokeju na lodzie (ukr. Чемпіонат України з хокею серед чоловіків) – najwyższa w hierarchii klasa męskich ligowych rozgrywek w hokeju na lodzie na Ukrainie.

## Historia
Rozgrywki zostały utworzone w 1993 i od tego czasu były organizowane i zarządzane przez Federację Hokeja Ukrainy (FHU). Pierwsze mistrzostwa zorganizowano w 1993. Czwarta edycja mistrzostw w 1996 nie odbyła się. Rozgrywki funkcjonowały pod nazwą Wyszcza Liha (ukr. Вища ліга) – Wyższa Liga. Od 2011 do 2013 rozgrywki działały pod nazwą Profesionalna Chokejna Liha (PHL). Następnie organizację przejęła ponownie FHU.
Na początku czerwca 2016 zostało powołane profesjonalne stowarzyszenie ukraińskich klubów pod nazwą Ukraińska Hokejowa Liga, którą stworzyło osiem klubów. Dyrektorem wykonawczym Ukraińskiej Hokejowej Ligi został Serhij Warłamow. 26 sierpnia 2016 została podpisana umowa, na mocy której Federacja Hokeja Ukrainy przekazała organizację rozgrywek o mistrzostwo Ukrainy na rzecz UHL. Do sezonu UHL 2016/2017 przystąpiło sześć drużyn.
W trakcie sezonu 2021/2022 rozgrywki uległy rozpadowi na dwie osobne ligi, a po inwazji Rosji na Ukrainę z 24 lutego 2022 rozgrywki zostały zawieszone przez FHR. W maju 2022 narodowa federacja uznaniowo przyznała medale mistrzostw Ukrainy za sezon.
Po sezonie 2022/2023 Federacja Hokeja Ukrainy nie przyznała prawa do organizowania zawodów innym strukturom, takim jak Ukraińska Hokejowa Liga, w związku z czym  zdecydowano o samodzielnej organizacji mistrzostw Ukrainy.

## Edycje
| Sezon                                                        | I miejsce | II miejsce | III miejsce | Sezon zasadniczy | Liczba drużyn |                                |                                |                                |                                |                                |                                |                                |
| Wyższa liga mistrzostw Ukrainy                               | Wyższa liga mistrzostw Ukrainy                                                                                               | Wyższa liga mistrzostw Ukrainy                                                                                               | Wyższa liga mistrzostw Ukrainy                                                                                               | Wyższa liga mistrzostw Ukrainy                                                                                               | Wyższa liga mistrzostw Ukrainy                                                                                               | Wyższa liga mistrzostw Ukrainy | Wyższa liga mistrzostw Ukrainy | Wyższa liga mistrzostw Ukrainy | Wyższa liga mistrzostw Ukrainy | Wyższa liga mistrzostw Ukrainy | Wyższa liga mistrzostw Ukrainy | Wyższa liga mistrzostw Ukrainy |
| ------------------------------------------------------------ | --- | --- | --- | --- | --- | ------------------------------ | ------------------------------ | ------------------------------ | ------------------------------ | ------------------------------ | ------------------------------ | ------------------------------ |
| 1993                                                         | Sokił Kijów | SzWSM Kijów | Jupiter Charków | SzWSM Kijów | 6 |                                |                                |                                |                                |                                |                                |                                |
| 1994                                                         | SzWSM Kijów | Sokił Kijów | SDJuSzOR Kijów | SzWSM Kijów | 5 |                                |                                |                                |                                |                                |                                |                                |
| 1995                                                         | Sokił Kijów | ATEK Kijów | SzWSM Kijów | SzWSM Kijów | 6 |                                |                                |                                |                                |                                |                                |                                |
| 1996                                                         | Zaplanowana na kwiecień 1996 czwarta edycja mistrzostw nie odbyła się wskutek braku finansowania oraz niezdatności lodowiska | Zaplanowana na kwiecień 1996 czwarta edycja mistrzostw nie odbyła się wskutek braku finansowania oraz niezdatności lodowiska | Zaplanowana na kwiecień 1996 czwarta edycja mistrzostw nie odbyła się wskutek braku finansowania oraz niezdatności lodowiska | Zaplanowana na kwiecień 1996 czwarta edycja mistrzostw nie odbyła się wskutek braku finansowania oraz niezdatności lodowiska | Zaplanowana na kwiecień 1996 czwarta edycja mistrzostw nie odbyła się wskutek braku finansowania oraz niezdatności lodowiska |                                |                                |                                |                                |                                |                                |                                |
| 1996/1997                                                    | Sokił Kijów | Kryżynka Kijów | ATEK Kijów | Sokił Kijów | 7 |                                |                                |                                |                                |                                |                                |                                |
| 1997/1998                                                    | Sokił Kijów | Berkut-PPO Kijów | Politechnik-Jasia Kijów | Sokił Kijów | 7 |                                |                                |                                |                                |                                |                                |                                |
| 1998/1999                                                    | Sokił Kijów | Berkut-PPO Kijów | Sokił 2 Kijów | Sokił 2 Kijów | 8 |                                |                                |                                |                                |                                |                                |                                |
| 1999/2000                                                    | Berkut Kijów | Sokił Kijów | Politechnik-Jasia Kijów | Politechnik Kijów | 6 |                                |                                |                                |                                |                                |                                |                                |
| 2000/2001                                                    | Berkut Kijów | Sokił Kijów | SDJuSSzOR Charków | SDJuSSzOR Charków | 16 |                                |                                |                                |                                |                                |                                |                                |
| 2001/2002                                                    | Berkut Kijów | Sokił Kijów | Donbas Donieck | Berkut Kijów | 6 |                                |                                |                                |                                |                                |                                |                                |
| 2002/2003                                                    | Sokił Kijów | SDJuSSzOR-Barwinok Charków                                                                                                   | ATEK Kijów | HK Kijów | 5 |                                |                                |                                |                                |                                |                                |                                |
| 2003/2004                                                    | Sokił Kijów | HK Kijów | ATEK Kijów | – | |                                |                                |                                |                                |                                |                                |                                |
| 2004/2005                                                    | Sokił Kijów | Dniprowśki Wowky Dniepropetrowsk                                                                                             | HK Kijów | Dniprowśki Wowky Dniepropetrowsk                                                                                             | 6 |                                |                                |                                |                                |                                |                                |                                |
| 2005/2006                                                    | Sokił Kijów | Berkut Kijów | Dniprowśki Wowky Dniepropetrowsk                                                                                             | Berkut Kijów | 6 |                                |                                |                                |                                |                                |                                |                                |
| 2006/2007                                                    | ATEK Kijów | Berkut Browary | Kompańjon Kijów | ATEK Kijów | 6 |                                |                                |                                |                                |                                |                                |                                |
| 2007/2008                                                    | Sokił Kijów | Bars Browary | HK Charków | Sokił Kijów | 6 |                                |                                |                                |                                |                                |                                |                                |
| 2008/2009                                                    | Sokił Kijów | Biłyj Bars Browary | ATEK Kijów | ATEK Kijów | 13 |                                |                                |                                |                                |                                |                                |                                |
| 2009/2010                                                    | Sokił Kijów | Berkut Kijów | HK Charków | – | 15 |                                |                                |                                |                                |                                |                                |                                |
| 2010/2011                                                    | Donbas Donieck | Sokił Kijów | Kompańjon-Naftohaz Kijów | Donbas Donieck | 7 |                                |                                |                                |                                |                                |                                |                                |
| 2010/2011                                                    | Donbas Donieck | Sokił Kijów | Kompańjon-Naftohaz Kijów | Donbas Donieck | 7 |                                |                                |                                |                                |                                |                                |                                |
| Profesjonalna Hokejowa Liga (UHL)                            | | | | | |                                |                                |                                |                                |                                |                                |                                |
| 2011/2012                                                    | Donbas-2 Donieck | Sokił Kijów | Berkut Kijów | Sokił Kijów | 8 |                                |                                |                                |                                |                                |                                |                                |
| 2012/2013                                                    | Donbas-2 Donieck | Kompańjon-Naftohaz Kijów | Sokił Kijów | Berkut Kijów | 7 |                                |                                |                                |                                |                                |                                |                                |
| Mistrzostwa Ukrainy pod egidą Federacji Hokeja Ukrainy (FHU) | | | | | |                                |                                |                                |                                |                                |                                |                                |
| 2013/2014                                                    | Kompańjon-Naftohaz Kijów | Biłyj Bars Biała Cerkiew | Sokił Kijów | Kompańjon-Naftohaz Kijów | 6 |                                |                                |                                |                                |                                |                                |                                |
| 2015                                                         | ATEK Kijów | HK Krzemieńczuk | Generals Kijów | HK Krzemieńczuk | 4 |                                |                                |                                |                                |                                |                                |                                |
| 2015/2016                                                    | Donbas Donieck | Generals Kijów | HK Krzemieńczuk | Donbas Donieck | 8 |                                |                                |                                |                                |                                |                                |                                |
| Ukraińska Hokejowa Liga (UHL)                                | | | | | |                                |                                |                                |                                |                                |                                |                                |
| 2016/2017                                                    | Donbas Donieck | HK Krzemieńczuk | Krywbas Krzywy Róg | HK Krzemieńczuk | 6 |                                |                                |                                |                                |                                |                                |                                |
| 2017/2018                                                    | Donbas Donieck | HK Krzemieńczuk | Biłyj Bars Biała Cerkiew, Dynamo Charków                                                                                     | Donbas Donieck | 6 |                                |                                |                                |                                |                                |                                |                                |
| 2018/2019                                                    | Donbas Donieck | Dnipro Chersoń | HK Krzemieńczuk | Donbas Donieck | 6 |                                |                                |                                |                                |                                |                                |                                |
| 2019/2020                                                    | HK Krzemieńczuk | Donbas Donieck | Dnipro Chersoń | HK Krzemieńczuk | 6 |                                |                                |                                |                                |                                |                                |                                |
| 2020/2021                                                    | Donbas Donieck | Sokił Kijów | HK Krzemieńczuk | Donbas Donieck | 8 |                                |                                |                                |                                |                                |                                |                                |
| 2021/2022                                                    | Sokił Kijów | HK Krzemieńczuk | Dnipro Chersoń | | 8 |                                |                                |                                |                                |                                |                                |                                |
| Mistrzostwa Ukrainy pod egidą Federacji Hokeja Ukrainy (FHU) | | | | | |                                |                                |                                |                                |                                |                                |                                |
| 2022/2023                                                    | Sokił Kijów | HK Krzemieńczuk | Dnipro Chersoń | HK Krzemieńczuk | 6 |                                |                                |                                |                                |                                |                                |                                |
| 2023/2024                                                    | Sokił Kijów | HK Krzemieńczuk | Dnipro Chersoń | Sokił Kijów | 6 |                                |                                |                                |                                |                                |                                |                                |
| 2024/2025                                                    | HK Krzemieńczuk | Kijów Capitals | Sokił Kijów | Sokił Kijów | 6 |                                |                                |                                |                                |                                |                                |                                |

## Bilans
| Lp. | Klub                             | Miejsca na podium | Miejsca na podium | Miejsca na podium | Zwycięskie sezony                              |   |   |                                                                                          |
| --- | -------------------------------- | ----------------- | ----------------- | ----------------- | ---------------------------------------------- | - | - | ---------------------------------------------------------------------------------------- |
| Lp. | Klub                             | 1.                | Sokił Kijów       | 14                | Zwycięskie sezony                              | 7 | 3 | 1993, 1995, 1997, 1998, 1999, 2003, 2004, 2005, 2006, 2008, 2009, 2010, 2022, 2023, 2024 |
| 2.  | Donbas Donieck                   | 8                 | 1                 | 1                 | 2011, 2012, 2013, 2016, 2017, 2018, 2019, 2021 |   |   |                                                                                          |
| 3.  | Berkut Kijów                     | 3                 | 3                 | 1                 | 2000, 2001, 2002                               |   |   |                                                                                          |
| 4.  | ATEK Kijów                       | 2                 | 1                 | 4                 | 2007, 2015                                     |   |   |                                                                                          |
| 5.  | HK Krzemieńczuk                  | 2                 | 6                 | 3                 | 2020, 2025                                     |   |   |                                                                                          |
| 6.  | Kompańjon-Naftohaz Kijów         | 1                 | 1                 | 2                 | 2014                                           |   |   |                                                                                          |
| 7.  | SzWSM Kijów                      | 1                 | 1                 | 1                 | 1994                                           |   |   |                                                                                          |
| 8.  | Berkut Browary/Kijów             | 0                 | 3                 | 0                 |                                                |   |   |                                                                                          |
| 9.  | Biłyj Bars Biała Cerkiew         | 0                 | 2                 | 1                 |                                                |   |   |                                                                                          |
| 10. | Dnipro Chersoń                   | 0                 | 1                 | 4                 |                                                |   |   |                                                                                          |
| 11. | HK Kijów                         | 0                 | 1                 | 2                 |                                                |   |   |                                                                                          |
| 12. | Dniprowśki Wowky Dniepropetrowsk | 0                 | 1                 | 1                 |                                                |   |   |                                                                                          |
| 12. | Generals Kijów                   | 0                 | 1                 | 1                 |                                                |   |   |                                                                                          |
| 14. | Kryżynka Kijów                   | 0                 | 1                 | 0                 |                                                |   |   |                                                                                          |
| 14. | SDJuSSzOR-Barwinok Charków       | 0                 | 1                 | 0                 |                                                |   |   |                                                                                          |
| 14. | Kijów Capitals                   | 0                 | 1                 | 0                 |                                                |   |   |                                                                                          |
| 17. | Politechnik Kijów                | 0                 | 0                 | 2                 |                                                |   |   |                                                                                          |
| 18. | HK Charków                       | 0                 | 0                 | 1                 |                                                |   |   |                                                                                          |
| 18. | Jupiter Charków                  | 0                 | 0                 | 1                 |                                                |   |   |                                                                                          |
| 18. | Krywbas Krzywy Róg               | 0                 | 0                 | 1                 |                                                |   |   |                                                                                          |